# Татанкацератопс
Татанкацератопс (Tatankaceratops) — рід птахотазових динозаврів родини Цератопсиди (Ceratopsidae). Описано один вид — Tatankaceratops sacrisonorum. Мешкав у Північній Америці у пізній крейді, 66 млн років тому. Описаний по рештках черепа, що знайдений у формації Гелл-Крік (Hell Creek Formation) у Північній Дакоті.
У 2011 році Нік Лонгріч зауважив, що татанкацератопс поєднує риси й дорослого і юного трицератопса. Він висловив припущення, що це може бути якась карликова форма трицератопса, або це трицератопс із вадами розвитку. Інші палеонтологи, зокрема Томас Хольц-молодший, припускають, що татанкацератопс є лише не статевозрілим зразком трицератопса.

## Назва
Татанка з індіанської мови лакота означає «бізон». Цератопс з латини перекладається як «рогата морда».